# Feldhockey-Bundesliga 2009/10 (Herren)
Die Saison 2009/10 endete mit dem Finale um die Deutsche Feldhockeymeisterschaft am 20. Juni 2010 in Düsseldorf.

## Abschlusstabelle
| Platz | Club                 | Spiele | Tore  | Punkte |
| ----- | -------------------- | ------ | ----- | ------ |
| 1.    | Rot-Weiss Köln (M)   | 11     | 57:22 | 30     |
| 2.    | Berliner HC          | 11     | 37:19 | 24     |
| 3.    | Uhlenhorster HC      | 11     | 42:31 | 20     |
| 4.    | Uhlenhorst Mülheim   | 11     | 45:35 | 20     |
| 5.    | Crefelder HTC        | 11     | 34:29 | 20     |
| 6.    | Club an der Alster   | 11     | 30:27 | 17     |
| 7.    | Düsseldorfer HC      | 11     | 26:26 | 17     |
| 8.    | Mannheimer HC        | 11     | 33:28 | 16     |
| 9.    | Nürnberger HTC       | 11     | 32:31 | 16     |
| 10.   | TG Frankenthal       | 11     | 24:50 | 7      |
| 11.   | Rheydter SV (N)      | 11     | 18:60 | 6      |
| 12.   | Rüsselsheimer RK (N) | 11     | 16:36 | 5      |

## Viertelfinale (Best of 3)
- 08.05.2010 Düsseldorfer HC – Berliner HC 1:5 (1:1)
- 15.05.2010 Berliner HC – Düsseldorfer HC 3:0 (0:0)

- 08.05.2010 Crefelder HTC – Uhlenhorst Mülheim 2:3 (2:2)
- 15.05.2010 Uhlenhorst Mülheim – Crefelder HTC 3:2 nP (1:1 1:0)

- 09.05.2010 Mannheimer HC – Rot-Weiss Köln 0:1 (0:1)
- 15.05.2010 Rot-Weiss Köln – Mannheimer HC 6:3 (3:2)

- 09.05.2010 Club an der Alster – Uhlenhorster HC 0:4 (0:1)
- 15.05.2010 Uhlenhorster HC – Club an der Alster 6:1 (3:1)

## Hoffnungsrunde um den dritten Platz (Best of 3)
- 29.05.2010 Mannheimer HC – Crefelder HTC 4:1 (3:1)
- 05.06.2010 Crefelder HTC – Mannheimer HC 1:4 (1:3)

- 29.05.2010 Düsseldorfer HC – Club an der Alster 0:2 (0:0)
- 05.06.2010 Club an der Alster – Düsseldorfer HC 1:2 (1:1)
- 06.06.2010 Club an der Alster – Düsseldorfer HC 7:1 (1:0)

## Halbfinale (Best of 3)
- 29.05.2010 Uhlenhorst Mülheim – Rot-Weiss Köln 4:5 nP (2:2 0:0)

Uhlenhorst Mülheim legte wegen eines Regelverstoßes Protest ein, das Spiel wurde annulliert und wiederholt.
- 05.06.2010 Rot-Weiss Köln – Uhlenhorst Mülheim 6:2 (4:1)
- 06.06.2010 Uhlenhorst Mülheim – Rot-Weiss Köln 4:3 nP (2:2 1:1)
- 12.06.2010 Rot-Weiss Köln – Uhlenhorst Mülheim 7:6 nP (4:4 3:0)

- 30.05.2010 Uhlenhorster HC – Berliner HC 2:3 (1:2)
- 05.06.2010 Berliner HC – Uhlenhorster HC 3:5 (0:1)
- 06.06.2010 Berliner HC – Uhlenhorster HC 1:2 (1:1)

## Finalrunde in Düsseldorf

### Halbfinale Hoffnungsrunde
- 19.06.2010 Mannheimer HC – Club an der Alster 5:2 (1:1)
- 19.06.2010 Uhlenhorst Mülheim – Berliner HC 2:1 (1:0)

### Finale Hoffnungsrunde
- 20.06.2010 Mannheimer HC – Uhlenhorst Mülheim 2:1 (1:1)

### Finale um die Deutsche Meisterschaft
- 20.06.2010 Rot-Weiss Köln – Uhlenhorster HC 4:2 (1:2)

Der KTHC Stadion Rot-Weiss Köln wurde zum fünften Mal deutscher Feldhockey-Meister und konnten seinen Titel aus dem vergangenen Jahr verteidigen.

## Abstiegsrunde
| Platz | Club             | Spiele | Tore  | Punkte |
| ----- | ---------------- | ------ | ----- | ------ |
| 1.    | Nürnberger HTC   | 6      | 24:11 | 14     |
| 2.    | Rüsselsheimer RK | 6      | 17:16 | 12     |
| 3.    | TG Frankenthal   | 6      | 16:13 | 10     |
| 4.    | Rheydter SV      | 6      | 8:25  | 0      |